# Acaena integerrima
Acaena integerrima é uma espécie de rosácea do gênero Acaena, pertencente à família Rosaceae.